# صراع شرق بريغورودني
الصراع شرق بريغورودني، الذي يشار إليه أيضًا باسم الصراع بين أوسيتيا وإنغوش، هو نزاع إثني في الجزء الشرقي من منطقة بريغورودني في جمهورية أوسيتيا الشمالية- ألانيا، والذي بدأ في عام 1989 وتطور في عام 1992 إلى حرب إثنية قصيرة بين القوات الإنغوشية المحلية والقوات الأوسيتية شبه العسكرية.

## أصول الصراع
ينبثق الصراع الحالي من سياسات كل من الحكومتين الإمبراطورية والسوفييتية، التي استغلت الاختلافات الإثنية لتعزيز غاياتها الخاصة، ألا وهي إدامة الحكم والسلطة المركزية. فضلت السياسة القيصرية في شمال القوقاز الأوسيتيين عمومًا، الذين سكنوا منطقة على الطريق السريع العسكري الجورجي المهم استراتيجيًا، وهو الرابط الرئيسي بين روسيا ومستعمراتها في منطقة ما بعد القوقاز. بالإضافة إلى ذلك، كان الأوسيتيون من بين الشعوب الصديقة القليلة في منطقة قاومت بشدة الحكم الروسي طيلة القسم الأعظم من القرن التاسع عشر؛ شارك غالبية الأوسيتيين نفس العقيدة المسيحية الأرثوذكسية الشرقية مع الروس (في حين أن الأقلية من المسلمين السُنّة)، في حين كانت غالبية المجموعات الإثنية الأخرى في شمال القوقاز من المسلمين. أجرت السلطات الروسية أيضًا عمليات نقل السكان الأصليين في المنطقة حسب رغبتها، وجلبت أعدادًا كبيرة من القوزاق التيريك. بقيادة السوفييت، عوقب القوزاق المحليين (العديد من الأعضاء الأوائل في القوزاق التيريك كانوا من الأوسيتيين) بسبب دعمهم للقوات البيضاء المعادية للسوفييت خلال الحرب الأهلية الروسية (1918-1921) وجرى نفيهم من المنطقة، بما في ذلك من بريغورودني المنطقة التي أعطيت للإنغوش، ظاهريًا لدعمهم للقوات الحمراء أو البلشفية خلال الصراع. كثيرًا ما أنشأ المسؤولون السوفييت وحدات إقليمية في شمال القوقاز على نحو متعسف، الأمر الذي أدى إلى تعزيز الاختلافات من خلال الفصل بين الناس أو تعزيز التبعية من خلال توحيد الجماعات المختلفة. في يناير 1920 تشكلت الجمهورية الاشتراكية السوفياتية الجبلية المستقلة، المشار إليها باسم «جمهورية ماونتنيرز»، وعاصمتها فلاديكافكاز. في البداية، ضمت «جمهورية ماونتنيرز» القبرديون، والشيشان، والإنغوش، والأوسيتيون، والقاراشاي، والشركس، والبلقار، لكنها سرعان ما بدأت بالتفكك وتأسست وحدات إقليمية جديدة. في عام 1924 مُنح الإنغوش وحدتهم الإقليمية الخاصة التي تضمنت منطقة بريغورودني. في عام 1934 دُمج الإنغوش إقليميًا مع الشيشان؛ وفي عام 1936 تشكلت جمهورية الشيشان-إنغوش الاشتراكية السوفيتية المستقلة وعاصمتها غروزني. ظلت منطقة بريغورودني داخل الكيان الشيشاني الإنغوشى.
في عام 1944 مع قرب نهاية الحرب العالمية الثانية، اتهِم الإنغوش والشيشان بالتعاون مع النازيين، وبأمر من جوزيف ستالين، رُحل جميع سكان الإنغوش والشيشان إلى آسيا الوسطى وسيبيريا. بعد فترة وجيزة، نُقلت منطقة بريغورودني الخالية من السكان إلى أوسيتيا الشمالية.
في عام 1957 سُمح للإنغوش والشيشان المقموعين بالعودة إلى أراضيهم الأصلية واستعادة جمهورية الشيشان-الإنغوش، مع الحفاظ على منطقة بريغورودني كجزء من أوسيتيا الشمالية. حاولت السلطات السوفيتية منع الإنغوش من العودة إلى أراضيها في منطقة بريغورودني، لكن العائلات الإنغوشية تمكنت من الانتقال وشراء منازل من الأوسيتيين وإعادة توطين المنطقة بأعداد أكبر. أدى هذا إلى ظهور فكرة «استعادة العدالة التاريخية» و«إعادة أراضي السكان الأصليين»، بين السكان الإنغوش والاستخبارات، والتي ساهمت في التوترات القائمة بالفعل بين الأوسيتيين الأصليين والإنغوش. بين عامي 1973 و1980، أعرب الإنغوش عن مطالبهم بإعادة توحيد مقاطعة بريغورودني مع إنغوشيا بتنظيم احتجاجات واجتماعات مختلفة في غروزني.
ازدادت التوترات في أوائل عام 1991، أثناء انهيار الاتحاد السوفياتي، عندما أعلن الإنغوش صراحة عن حقوقهم في منطقة بريغورودني وفقًا للقانون السوفيتي الذي اعتمده مجلس السوفييت الأعلى لاتحاد الجمهوريات الاشتراكية السوفيتية في 26 أبريل 1991، على وجه الخصوص، المادة الثالثة والسادسة حول «إعادة التأهيل الإقليمي». أعطى القانون الإنغوش أسبابًا قانونية لمطالبهم، ما تسبب في اضطراب خطير في منطقة، وحصل العديد من الناس على الأسلحة مجانًا، مما أدى إلى نزاع مسلح بين السكان الإنغوش في منطقة بريغورودني والميليشيات المسلحة الأوسيتية من فلاديكافكاز.